# Sidymella parallela
Sidymella parallela is een spinnensoort in de taxonomische indeling van de krabspinnen (Thomisidae).
Het dier behoort tot het geslacht Sidymella. De wetenschappelijke naam van de soort werd voor het eerst geldig gepubliceerd in 1929 door Cândido Firmino de Mello-Leitão.